# عماد منصور
عماد منصور توفيق علي مواليد 15 أبريل 1992 لاعب كرة قدم يمني يجيد اللعب في خط الهجوم في نادي بدية العماني ومنتخب اليمن.
لعب سابقاً في نادي سلام الغرفة ونادي طليعة تعز ونادي الصقر .

## روابط خارجية
- عماد منصور على موقع قاعدة بيانات كرة القدم.إي يو (الإنجليزية)
- عماد منصور على موقع ناشيونال فوتبول تيمز (الإنجليزية)
- عماد منصور على موقع كووورة